# Drepanocladus hyperboreus
Drepanocladus hyperboreus là một loài Rêu trong họ Amblystegiaceae. Loài này được (Bryhn) Grout mô tả khoa học đầu tiên năm 1929.